# Філософія процесу
Філософія процесу — ототожнює метафізичну реальність зі змінами. Засновник — англійський математик, логік, філософ А. Уайтхед. На противагу класичній моделі змін як ілюзорній (як аргументував Парменід) або випадковій (як аргументував Арістотель), філософія процесу розглядає зміни як наріжний камінь реальності — наріжний камінь того, про що думають як про становлення.
Серед філософів, які апелюють до процесу, а не до субстанції, — Геракліт, Карл Маркс, Фрідріх Ніцше, Анрі Бергсон, Мартін Хайдеггер, Чарлз Сандерс Пірс, Вільям Джеймс, Томас Нейл, Альфред Коржибський, Р. Дж. Коллінґвуд, Алан Воттс, Роберт М. Пірсіг, Роберто Мангабейра Унгер, Чарльз Гартсгорн, Арран Ґаре, Колін Вілсон, Тім Інгольд, Бруно Латур та Жиль Дельоз. Ілля Пригожин розрізняє «фізику буття» та «фізику становлення».
Філософія процесу охоплює не лише наукові інтуїції та досвід, але може бути використана як концептуальний міст для полегшення дискусій між релігією, філософією та наукою.